# رگدی ان
رگدی ان (به انگلیسی: Raggedy Ann) شخصیتی می‌باشد که خالق آن نویسندهٔ آمریکایی جانی گروئل (۱۸۸۰-۱۹۳۸) است و در مجموعه‌ای از کتاب‌هایی که ایشان برای کودکان نوشته و مصور کرده حضور یافته‌است.